# Gare d'Oba
La  gare d'Oba est une gare ferroviaire canadienne, située à la localité d'Oba dans la partie non-organisée au nord du district d'Algoma dans la province de l'Ontario.
Elle est desservie par Le Canadien de Via Rail Canada. C'est en fait un panneau d'arrêt. On peut y effectuer la correspondance avec l'Algoma Central jusqu'en 2015.

## Situation ferroviaire

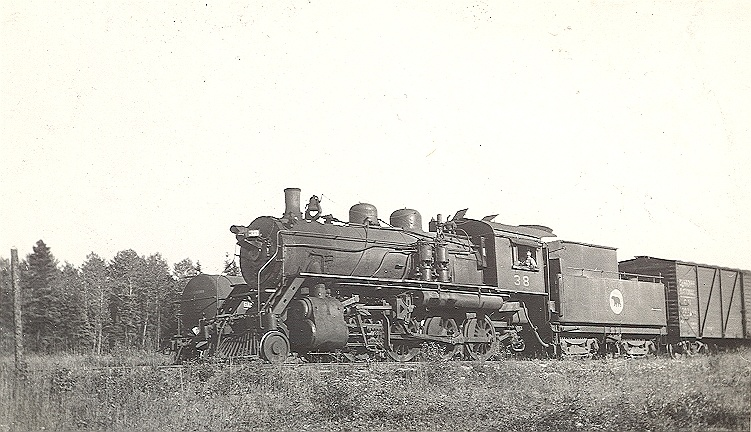
Train à la gare en 1940.

## Histoire
Un bâtiment est construit en 1913 et utilisé conjointement par le Canadian Northern Railway (CNoR) et l'Algoma Central Railway (ACR) dont les lignes se croisent dans la gare.
L'Algoma Central arrête le service passagers à la gare en 2015. Le petit village de 15 ou 20 résidents permanents dépend du service comme connexion avec le monde extérieur. Le service a été subventionné entre 1977 et 2013 par le gouvernement fédéral; on espère ouvrir un train touristique en collaboration avec les premières nations de la région . 
La gare est construite en cadre en bois. En 2010, elle est en pauvre état, victime du vandalisme .